# کرم‌ماهی جزیره
کرم‌ماهی جزیره (نام علمی: Ahlia egmontis) نام یک گونه از تیره کرم‌ماهیان است.